# Юзефув (гміна Опатувек)
Юзефув (пол. Józefów) — село в Польщі, у гміні Опатувек Каліського повіту Великопольського воєводства.
У 1975-1998 роках село належало до Каліського воєводства.